# Günzel III van Schwerin
Günzel III van Schwerin ook bekend als Gunzelin III (overleden rond 23 oktober 1274) was van 1228 tot 1274 graaf van Schwerin. 

## Levensloop
Günzel III was de oudste zoon van graaf Hendrik I van Schwerin en Eudoxia van Koejavië, dochter van hertog Bolesław van Koejavië. Na de dood van zijn vader in 1228 werden hij en zijn broer Helmhold II graaf van Schwerin, maar omdat ze nog minderjarig waren werd hun moeder voogdes en regentes in hun naam. Als regentes kon hun moeder verzekeren dat ze het graafschap Schwerin konden behouden na de oorlog met het koninkrijk Denemarken. Op 1 november 1246 stichtten Günzel III en zijn moeder de abdij van Zarrentin en schonk de abdij ook enkele landerijen.
Van 1246 tot 1267 regeerde Günzel III Schwerin samen met zijn zoon Hendrik II en zijn broer Helmhold II. In 1267 stierven zowel Hendrik II als Helmhold II, waarna Günzel III alleen Schwerin bestuurde. Op 21 november 1267 werd hij verkozen tot beschermer van het prinsbisdom Riga. Tijdens zijn bezoek aan de stad Riga bezocht hij het klooster van Daugavgrīva, waaraan hij in 1235 landerijen had gedoneerd.
Günzel III overleed in 1274, waarna zijn overige drie zoons het graafschap Schwerin onderling verdeelden. 

## Huwelijk en nakomelingen
Op 30 oktober 1230 werd Günzel III uitgehuwelijkt aan Margaretha van Mecklenburg, dochter van heer Hendrik Borwin II van Mecklenburg, en in 1241 vond het huwelijk plaats. Ze kregen volgende kinderen:
- Hendrik II (overleden in 1267), van 1246 tot 1267 mede-graaf van Schwerin
- Helmhold III (overleden in 1295), graaf van Schwerin-Neustadt
- Günzel IV (overleden in 1283), domheer van Schwerin en graaf van Schwerin-Neuschwerin
- Johannes (overleden in 1300), aartsbisschop van Riga
- Margaretha, huwde met Abel van Langeland, zoon van koning Abel van Denemarken, en daarna abdis in de abdij van Zarrentin.
- Niklot I (overleden in 1323), graaf van Schwerin-Wittenburg